# Los Ojos de Agua
Los Ojos de Agua är en ort i Mexiko.   Den ligger i kommunen Tancítaro och delstaten Michoacán de Ocampo, i den södra delen av landet, 300 km väster om huvudstaden Mexico City. Los Ojos de Agua ligger 1 554 meter över havet och antalet invånare är 142.
Terrängen runt Los Ojos de Agua är bergig, och sluttar brant västerut. Runt Los Ojos de Agua är det ganska glesbefolkat, med 42 invånare per kvadratkilometer. Närmaste större samhälle är Buena Vista Tomatlán, 18,9 km sydväst om Los Ojos de Agua. I omgivningarna runt Los Ojos de Agua växer huvudsakligen savannskog.